# Single Ladies (série télévisée)
Pour les articles homonymes, voir Single Ladies (homonymie).
Single Ladies est une série télévisée américaine en un pilote téléfilm de 90 minutes et 42 épisodes de 42 minutes, créée par Stacy A. Littlejohn et diffusée entre le 30 mai 2011 et le 24 mars 2014 sur VH1, puis du 18 mars au 22 avril 2015 sur Centric.
Cette série est inédite dans tous les pays francophones.

## Synopsis
Keisha, April et Valerie sont trois meilleures amies qui partagent tout et traversent des épreuves souvent difficiles et complexes dans la merveilleuse ville d'Atlanta.

## Distribution

### Acteurs principaux
| Acteurs               | Personnages            | Saisons   | Saisons   | Saisons   | Saisons   |
| Acteurs               | Personnages            | 1         | 2         | 3         | 4         |
| --------------------- | ---------------------- | --------- | --------- | --------- | --------- |
| Lisa Raye McCoy       | Keisha Greene          | Principal | Principal | Principal | Principal |
| Charity Shea (en)     | April Goldberg-Jenkins | Principal | Principal | Principal | Principal |
| Travis Winfrey        | Omar Kearse            | Récurrent | Principal | Principal | Principal |
| D.B. Woodside         | Malcolm Franks         | Principal | Principal | Principal |           |
| Stacey Dash           | Valérie Stokes         | Principal |           |           |           |
| Kassandra Clementi    | Christina Carter       | Principal |           |           |           |
| Denise Vasi           | Raquel Lancaster       |           | Principal | Principal |           |
| Harold House Moore    | Terrence Franks        | Récurrent | Récurrent | Principal | Principal |
| Terrell Tilford       | Sean Clarke            |           | Récurrent | Principal |           |
| LeToya Luckett        | Felicia Price          |           |           | Principal | Principal |
| Damien Dante Wayans   | David Berenger         |           |           | Récurrent | Principal |
| Chastity Dotson (en)  | Roshanda Rollins       |           |           |           | Principal |
| Melissa De Sousa (en) | Austin Aguilera        |           |           |           | Principal |

### Acteurs secondaires
- Lauren London : Shelley
- Rick Fox : Agent Winston
- Colin Salmon : Jerry Waters
- Anthony Montgomery : Darryl Jenkins
- Queen Latifah : Sharon Love
- Timon Kyle Durrett : Quinn Davis (saison 1)
- Tilky Jones : K.C. (saison 1)
- Anthony Azizi : Wes Domingus (saison 1)
- Tyler Hilton : Reed Durham (saison 1)
- Tina Lifford : Evelyn Lancaster (saison 2)
- William Levy : Antonio (saison 2)
- Paula Patton : Laila Twilight (saison 2)
- Ricky Whittle : Charles[3] (saison 2, épisodes 6 à 14)
- Mark Tallman : Reggie Westfield (saison 2)
- Cassandra Freeman : Morgan Thomas[4] (saison 2, épisodes 8 à 14)
- Jamie Moreen : Nate Phillips (saison 2)
- Finesse Mitchell : Jobari Freeman (saison 2)
- Victoria Rowell : Veronica Vanderbilt (saison 2)
- Lesley-Ann Brandt : Naomi Cox[5] (saison 3)
- Nicole Ari Parker : Evelyn Powell (saison 4)

### Invités
- Alana de la Garza : Nicolette[6] (saison 2, épisode 9)

## Épisodes

### Première saison (2011)
1. Titre français inconnu (Pilot) téléfilm pilote de 90 minutes
2. Titre français inconnu (Cry Me a River)
3. Titre français inconnu (Indecent Proposal)
4. Titre français inconnu (Confidence Games)
5. Titre français inconnu (That's What Friends Are For)
6. Titre français inconnu (Old Dogs, New Tricks)
7. Titre français inconnu (Take Me to Next Phase)
8. Titre français inconnu (Lost Without You)
9. Titre français inconnu (Can't Hide Love)
10. Titre français inconnu (Everything Ain't What It Seems)
11. Titre français inconnu (Is This the End?)

### Deuxième saison (2012)
Le 18 juillet 2012, la série a été renouvelée pour une deuxième saison diffusée à partir du 28 mai 2012.
1. Titre français inconnu (Slave to Love)
2. Titre français inconnu (I Didn't Mean to Turn You On)
3. Titre français inconnu (No Ordinary Love)
4. Titre français inconnu (Ex-Factor)
5. Titre français inconnu (The Fabric of Our Lives)
6. Titre français inconnu (Deuces)
7. Titre français inconnu (Eat, Play, Love)
8. Titre français inconnu (Is This Love?)
9. Titre français inconnu (The Business of Friendship)
10. Titre français inconnu (Fast Love)
11. Titre français inconnu (Stormy Weather)
12. Titre français inconnu (All or Nothing)
13. Titre français inconnu (Still In Love With You)
14. Titre français inconnu (Finally)

### Troisième saison (2014)
Le 22 août 2012, la série a été renouvelée pour une troisième saison diffusée entre le 6 janvier 2014 et le 24 mars 2014.
1. titre français inconnu (One Wedding and a Funeral)
2. titre français inconnu (Where There's a Will)
3. titre français inconnu (The Girl Most Likely To...)
4. titre français inconnu (A Cut Above)
5. titre français inconnu (Show-Stopper)
6. titre français inconnu (Walk the Walk)
7. titre français inconnu (Ask Me No Questions)
8. titre français inconnu (Tell You No Lies)
9. titre français inconnu (Cat and Mouse)
10. titre français inconnu (Game On)
11. titre français inconnu (One Step Forward, Two Steps Back)
12. titre français inconnu (Last Dance)

### Quatrième saison (2015)
Le 28 février 2014, la série est annulée par VH1, puis elle est récupérée le 8 avril 2014 par Centric. Elle a été diffusée à partir du 18 mars 2015.
1. titre français inconnu (Gone)
2. titre français inconnu (Remix)
3. titre français inconnu (Build)
4. titre français inconnu (New)
5. titre français inconnu (Truth)
6. titre français inconnu (Consequences)